# Dominance (ekologie)

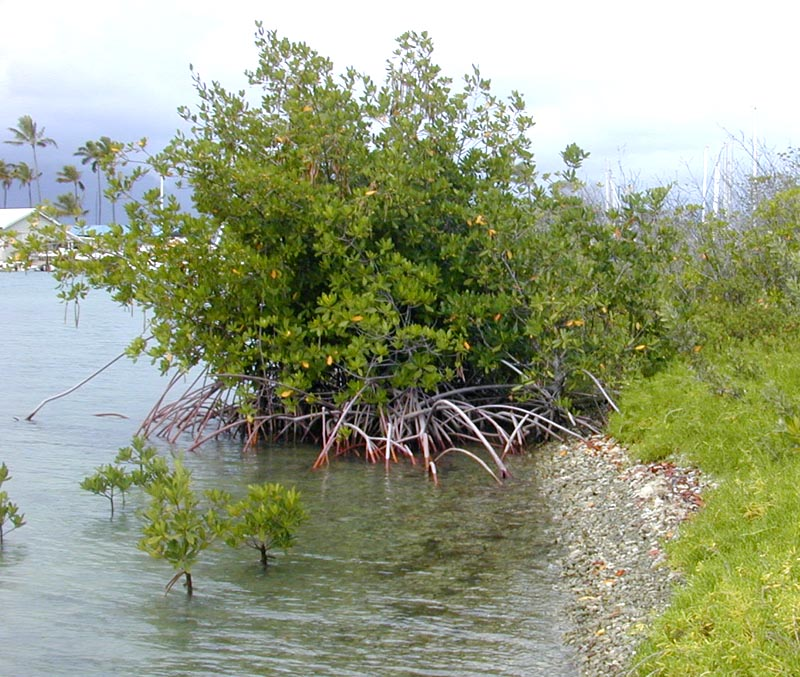
Rhizophoraceae (mangrovy) dominují tropické přílivové bažině

Ekologická dominance je jev, kdy jeden taxon v ekologickém společenství je početnější nebo tvoří více biomasy než jiné taxony. Většina ekologických společenstev je definována podle svých dominantních druhů.
- V mnoha příklady vlhké lesy v západní Evropě, dominantní strom je olše (Alnus glutinosa).
- V mírných rašeliništích je dominantní vegetací obvykle druh mechu Sphagnum.
- Přílivovým bažinám v tropech obvykle dominují druhy kořenovníkovitých (Rhizophoraceae)
- Některým oblastem na mořském dně dominují hadice.
- Exponované skalnaté břehy jsou ovládány organismy jako jsou korýši a mušle.